# Фонокардіограма
Фонокардіограма (фоно- і кардіограма) — крива, що зображує частоту й амплітуду звукових коливань, які виникають у результаті діяльності серця.
Метод реєстрації фонокардіограми назвається Фонокардіографія (ФКГ).

## Інтерпретація фонокардіограми
Фонокардіограма це графічний запис тонів серця. Фонокардіограма в нормі складається з коливань I, II, нерідко III, IV, в окремих випадках V-го тону.
- Перший тон називають систолічним. Його загальна тривалість приблизно становить 0,12 с, що відповідає фазі напруження і початку періоду вигнання крові. Інтенсивність першого тону залежить від швидкості наростання тиску в шлуночках під час систоли.
- Другий тон високий, і продовжується приблизно 0,08 с. Цей тон ще називають діастолічним оскільки, його виникнення пов'язано з закриттям півмісяцевих клапанів і вібрації стінок, яка при цьому виникає. Інтенсивність тону залежить від тиску в аорті і легеневій артерії.
- Третій тон утворюється в результаті коливань стінок шлуночків наприкінці періоду швидкого наповнення. Виникає він  через 0,12-0,15 с. від початку другого тону, але може з'явитися і пізніше.
- Четвертий тон відбувається під час систоли передсердь і продовжується до початку їх розслаблення. Його добре видно після навантаження, а після відпочинку він може майже зникнути.
- П'ятий тон реєструється порівняно рідко. Виникає в період швидкого наповнення шлуночків і очевидно відповідає третьому тону правого шлуночка.